# Scotonycteris ophiodon
Scotonycteris ophiodon — вид рукокрилих, родини Криланових.

## Поширення, поведінка
Країни поширення: Камерун, Конго, Кот-д'Івуар, Гана, Ліберія. Тварини були зафіксовані на висотах від 120 м до 1200 м над рівнем моря. Мешкає у вологих тропічних низинних і гірських лісах, у рівнинних лісах.